# トラ農場
トラ農場（とらのうじょう）とは、トラを家畜として飼育する場所。中国にあるトラ製品採取を目的としたものがしられる。トラ見物もできる場所もあるが、動物園ではない。
WWFによると、2010年現在、世界中の野生のトラ3,200頭よりも、飼育されているトラの方が頭数が多いとされる。
アムールトラは100年前には推計10万頭が棲息していたが、2010年現在では3200頭ほどにまで減少。2010年11月、アムールトラが棲息する13カ国が保護を目的とした会議をロシアで開催。2022年までに大型ネコ科動物の数を現在の2倍に増やすとした。また、2010年現在、シベリアトラは全世界で500頭程度しかいない。

## 中国のトラ農場
2010年現在、中国にはシベリアトラ、華南トラ、インドシナトラ、ベンガルトラの4種がいるが、野生には50～60頭生息とされる。
一方、飼育下のトラは、2010年現在、中国国内に20ヶ所余りの施設に分かれ、推定およそ6,000頭のトラが飼育されている。
中国政府は1993年に、トラ製品の国内での取引を全面禁止にして保護に努めるが、2007年にWWFが調査したところによると、中国ではトラの骨の成分が入ったお酒（虎骨酒）、トラの器官が入った製品などが消費されていた。

## アメリカの飼育トラ
米国は推計5000頭超のトラが飼育され、動物園・サーカスなどの展示のほかは、ペットなどの個人所有である。

## アフリカのライオン農場
もともとは動物園への供給のためのライオン繁殖施設だったが、2008年、中国の虎骨酒のためにトラの骨の代用品としてライオンの骨が売れるようになった。